# Lesoto en los Juegos Olímpicos de Moscú 1980
Lesoto estuvo representado en los Juegos Olímpicos de Moscú 1980 por cinco deportistas masculinos que compitieron en atletismo.
El equipo olímpico lesotense no obtuvo ninguna medalla en estos Juegos.